# Dobre, Lubusz
Dobre(germană Döbern, în limba sorabă: Dobryń) este un sat în Polonia, situat în Voievodatul Lubusz , în județul Krosno, în orașul Gubin. În anii 1975-1998 localitatea aparținea  administrativ de provincia Zielona Gora.
Pentru prima dată satul a fost menționat în documente în anul 1527.  În 1952 în sat locuiau 55 de persoane în 12 gospodării.

## Monumente
Conform Registrului de la Institutul Național al Patrimoniului în sat există un hambar din lemn, din secolul al XVIII-lea.